# Енні Вершинг
Енні Вершінг (англ. Annie Wersching; 28 березня 1977, Сент-Луїс, Міссурі — 29 січня 2023, Лос-Анджелес, Каліфорнія) — американська акторка.

## Біографія
Вершинг народилася в Сент-Луїсі, штат Міссурі, 27 березня 1977 року. Вона відвідувала підготовчу школу Crossroads College у Сент-Луїсі, яку закінчила в 1995 році. У юності вона брала участь в ірландських танцях і належала до Степ- танцювальна група St. Louis Celtic Stepdancers. Вона отримала ступінь бакалавра музичного театру в Університеті Міллікіна, який закінчила в 1999 році.

## Кар'єра

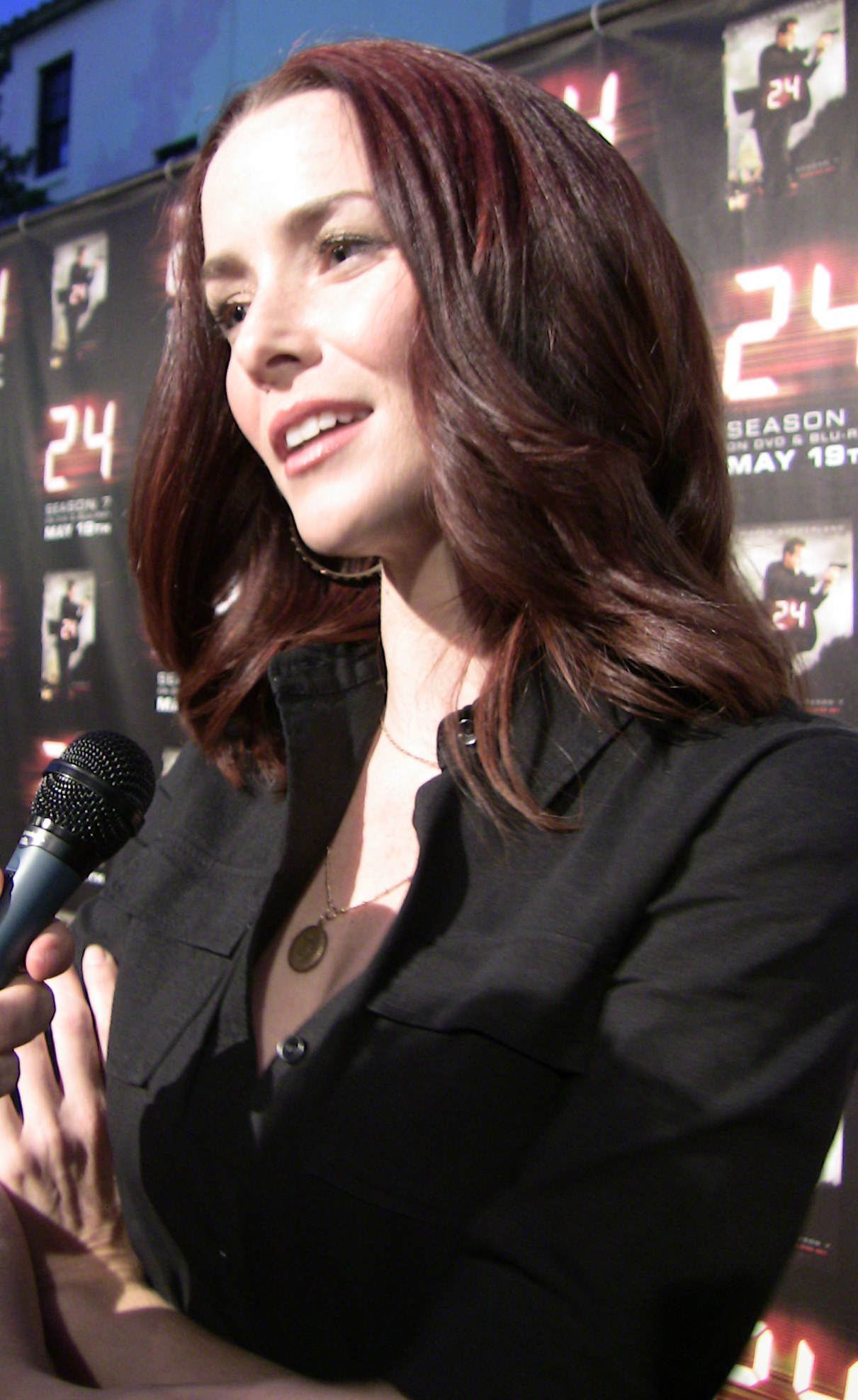
Вершинг у 2009 році

Вершінг розпочала свою акторську кар’єру з появою у шоу «Зоряний шлях: Ентерпрайз» і перейшла до ролей як запрошена зірка у таких шоу, як «Усі жінки — відьми», «Інстинкт вбивці», «Надприродне» та «Мертва справа». З березня по листопад 2007 року вона грала повторювану роль Амелії Йоффе в мильній опері ABC «Головний госпіталь». Вона також працювала в таких театрах, як Victory Gardens, Marriott Lincolnshire та Шекспірівський фестиваль штату Юта.
Вершінг зіграла спеціального агента ФБР Рене Вокер у сьомому та восьмому сезонах серіалу «24».
Після двох сезонів серіалу «24» Вершинг виступила в якості гостя в різних шоу, зокрема «CSI: Місце злочину», «NCIS: Полювання на вбивць», «Різзолі та Айлз», «Гаваї 5.0», «Тіло як доказ», «Даллас», «Революція», «Касл», «Блакитна кров», «Щоденники вампіра» і «Контакт».
Вершінг грала у 2009 Taco Bell All-Star Legends and Celebrity Softball Game.
У грудні 2012 року стало відомо, що в ексклюзивній версії PlayStation 3 The Last of Us Вершінг була актором, яка озвучувала і знімала рух персонажа Тесс. Її персонажа дражнили в акаунті Джеффа Кейлі в Твіттері, перш ніж її нарешті показали в сюжетному трейлері, показаному на Spike Video Game Awards 7 грудня 2012 року.
У 2014 році вона була регулярною у першому сезоні кримінального шоу «Детектив Босх» на Prime Video. У 2022 році Вершинг зіграла королеву Борг у другому сезоні «Зоряний шлях: Пікар».

## Особисте життя
6 вересня 2009 року Вершінг одружилася з актором Стівеном Фулом. У подружжя є троє синів: Фредді Вершінг Фул (нар. 08.09.2010), Оззі Вершінг Фул (нар. 04.08.2013) та Арчі Вершінг Фул (нар. 25.11.2018).
У 2020 році у Вершинг виявили рак, але після цього вона продовжувала зніматися. Вона померла в Лос-Анджелесі 29 січня 2023 року у віці 45 років.

## Фільмографія
| Рік       |    | Українська назва          | Оригінальна назва              | Роль               |
| --------- | -- | ------------------------- | ------------------------------ | ------------------ |
| 2002      | с  | Зоряний шлях: Ентерпрайз  | Star Trek: Enterprise          | Ліана              |
| 2002      | с  | Хижі птахи                | Birds of Prey                  | Лінн Емерсон       |
| 2003      | с  | Фрейзер                   | Frasier                        | естетика           |
| 2003      | с  | Ангел                     | Angel                          | Маргарет           |
| 2003      | ф  | Брюс Всемогутній          | Bruce Almighty                 | жінка на вечірці   |
| 2004      | с  | Усі жінки — відьми        | Charmed                        | друга демонатрікс  |
| 2005      | с  | Поза практики             | Out of Practice                | Коннер             |
| 2005      | с  | Аномалії                  | Killer Instinct                | Сесілія Джонсон    |
| 2005      | с  | Останній рубіж            | E-Ring                         | лейтенант          |
| 2006      | кф | —                         | The Showdown                   | дружина Баттера    |
| 2006      | с  | Детектив Раш              | Cold Case                      | Ліббі Бредлі       |
| 2006      | с  | Юристи Бостона            | Boston Legal                   | Еллен Таннер       |
| 2007      | с  | Надприродне               | Supernatural                   | Сюзан Томпсон      |
| 2007      | с  | головний госпіталь        | General Hospital               | Амелія Джоффе      |
| 2007      | с  | Мандрівник                | Journeyman                     | Даяна Блум         |
| 2007      | тф | Свій хлопець              | Company Man                    | Кейт Фішер         |
| 2009—2010 | с  | 24                        | 24                             | Рене Уокер         |
| 2010      | ф  | Пристрасті по політиці    | Below the Beltway              | Дарсі              |
| 2010      | с  | CSI: Місце злочину        | CSI: Crime Scene Investigation | Прісцілла Прескотт |
| 2010      | с  | NCIS: Полювання на вбивць | NCIS                           | Гейл Уолш          |
| 2011      | с  | Незвичайна сімейка        | No Ordinary Family             | Мішель Коттен      |
| 2011      | с  | Різзолі та Айлз           | Rizzoli & Isles                | Ніколь Матео       |
| 2011      | с  | Гаваї 5.0                 | Hawaii Five-0                  | Саманта Мартелл    |
| 2011      | тф | Партнери                  | Partners                       | Джесс-Лінн Манчіні |
| 2012      | тф | Блакитноокий м'ясник      | Blue-Eyed Butcher              | Еллі               |
| 2012      | с  | Закон Херрі               | Harry’s Law                    | Патріша Стенхоуп   |
| 2013      | тф | Суррогат                  | The Surrogate                  | Еллісон Келлі      |
| 2013      | с  | Слідство по тілу          | Body of Proof                  | Івонн Кертц        |
| 2013      | с  | Даллас                    | Dallas                         | Елісон Джонс       |
| 2013      | с  | Контакт                   | Touch                          | доктор Кейт Гордон |
| 2013      | с  | Революція                 | Revolution                     | Емма               |
| 2013      | вг | —                         | The Last of Us                 | Тесс               |
| 2013—2014 | с  | Касл                      | Castle                         | доктор Келлі Німан |
| 2014      | с  | Штучний інтелект          | Intelligence                   | Кейт Андерсон      |
| 2014      | с  | Блакитна кров             | Blue Bloods                    | Джойс Карпентер    |
| 2014      | с  | Рід людський              | Extant                         | Фемі Додд          |
| 2014—2016 | с  | Детектив Босх             | Bosch                          | Джулія Брашер      |
| 2015—2016 | с  | Щоденники вампіра         | The Vampire Diaries            | Лілі Сальваторе    |
| 2016      | с  | Реанімація                | Code Black                     | Кеті Міллер        |
| 2016      | с  | Вилов                     | The Catch                      | Карен Сін          |
| 2016      | с  | Особливо тяжкі злочини    | Major Crimes                   | агент ФБР Ліз Сото |
| 2017      | тф | —                         | The Other Mother               | Джекі              |
| 2017      | с  | Сумнів                    | Doubt                          | Бонні Харріс       |
| 2017—2018 | с  | Поза часом                | Timeless                       | Емма Уітмор        |
| 2017—2019 | с  | Втікачі                   | Runaways                       | Леслі Дін          |
| 2019      | вг | Anthem                    | Anthem                         | Тассин             |
| 2019—2022 | с  | Новобранець               | The Rookie                     | Розалінд Даєр      |
| 2022      | с  | Зоряний шлях: Пікар       | Star Trek: Picard              | Королева Борг      |